# Sarindoides
Sarindoides Mello-Leitão, 1922 è un genere di ragni appartenente alla famiglia Salticidae.

## Distribuzione
L'unica specie oggi nota di questo genere è stata reperita in Brasile.

## Tassonomia
A giugno 2011, si compone di una specie:
- Sarindoides violaceus Mello-Leitão, 1922[2] — Brasile